# Brseč
Brseč (olaszul: Bersezio) falu Horvátországban, Tengermellék-Hegyvidék megyében. Közigazgatásilag Mošćenička Dragához tartozik.

## Fekvése
Fiume központjától 24 km-re, községközpontjától 7 km-re délnyugatra a Tengermelléken, az Isztriai-félsziget keleti részén, az Učka-hegység legdélibb csúcsa a 835 méter magas Sisol alatt, a meredek tengerpart felett mintegy 150 méterrel fekszik.

## Története
Brseč területe római uralom előtt az illírek egyik törzsének libur népnek hazája volt, majd a rómaiak után a keleti gótok és a bizánciak uralma következett. A szlávok a 7. században érkeztek ide. Száz évvel később a frankok foglalták el az Isztriát, de Liburnia legnagyobb része a fiatal horvát állam fennhatósága alatt maradt. 1116-ban az isztriai területek egészen Fiuméig az aquileai pátriárka és vazallusai a duinói grófok igazgatása alá kerültek. Erődfalai, védőtornyai, harangtornya még a kora középkorban épültek. Ekkor alakult ki a település ősi magja egyszerű házaival, egyedülálló épületeivel, a tetők és kémények festői játékával. Az egykori védőfalak maradványai a mai lakóházakba vannak beépítve. A település máig megőrizte középkori utcahálózatát és szűk átjáróit. Plébániatemploma a 14. században épült. 1399-ben a duinói grófok kihalása után a Walsee grófi család birtokába jutott, majd a 15. század második felében a pazini grófok birtokába került a grófság egyik tengeri kijárata volt. Ezután Brseč egészen 1918-ig a Habsburgok uralma alá tartozott.
1857-ben 135, 1910-ben 264 lakosa volt. Az első világháború után az Olasz Királyság szerezte meg ezt a területet, majd az olaszok háborúból kilépése után 1943-ban német megszállás alá került. 1945 után a területet Jugoszláviához csatolták, majd ennek széthullása után a független Horvátország része lett. 2011-ben a falunak 126 lakosa volt. Lakói mezőgazdaságból, szőlőtermesztésből, állattartásból és halászatból élnek.

## Lakosság

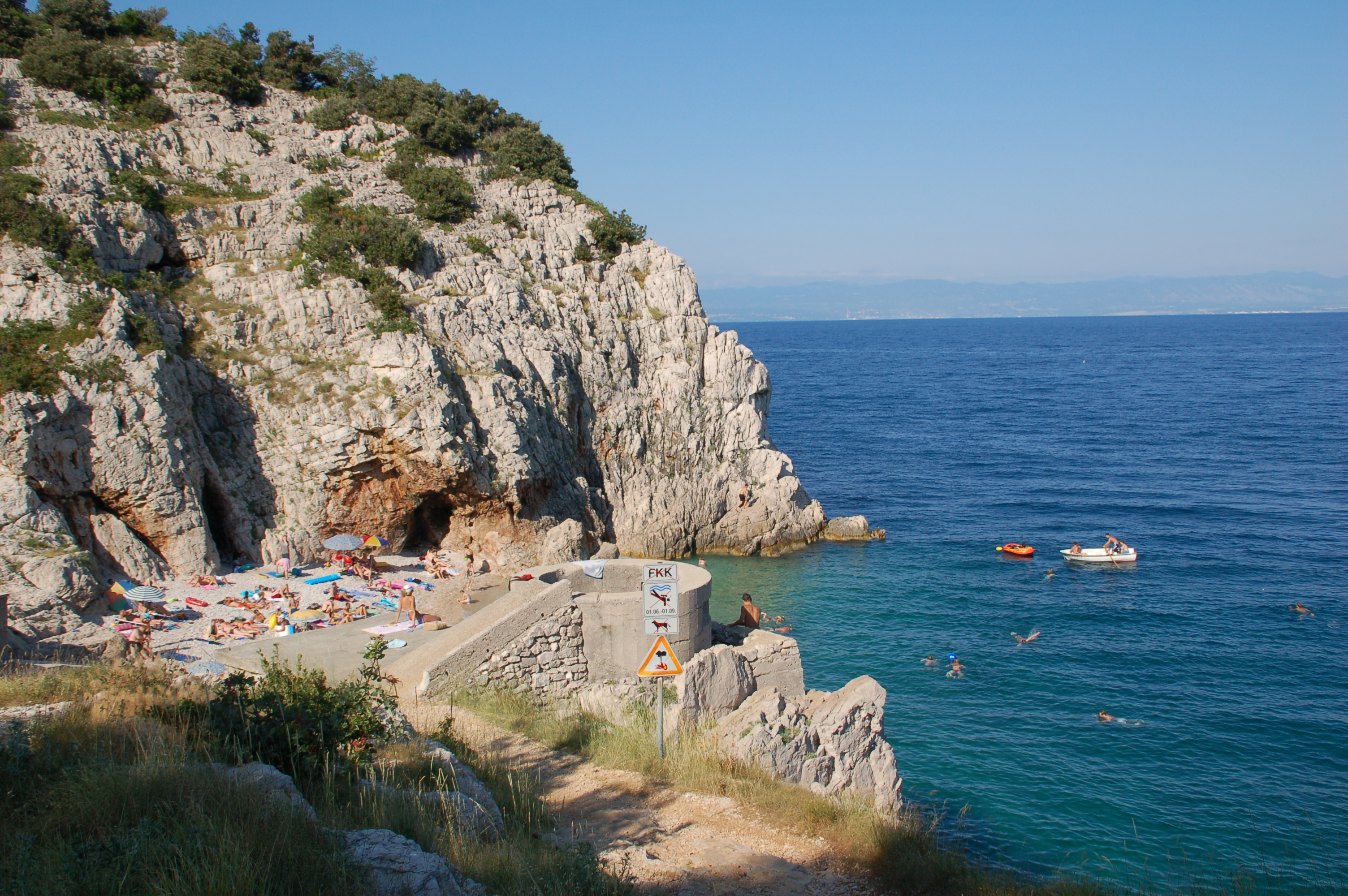
Brseč festői tengerpartja

| Lakosság változása | Lakosság változása | Lakosság változása | Lakosság változása | Lakosság változása | Lakosság változása | Lakosság változása | Lakosság változása | Lakosság változása | Lakosság változása | Lakosság változása | Lakosság változása | Lakosság változása | Lakosság változása | Lakosság változása | Lakosság változása |
| ------------------ | ------------------ | ------------------ | ------------------ | ------------------ | ------------------ | ------------------ | ------------------ | ------------------ | ------------------ | ------------------ | ------------------ | ------------------ | ------------------ | ------------------ | ------------------ |
| 1857               | 1869               | 1880               | 1890               | 1900               | 1910               | 1921               | 1931               | 1948               | 1953               | 1961               | 1971               | 1981               | 1991               | 2001               | 2011               |
| 135                | 128                | 199                | 366                | 257                | 264                | 504                | 432                | 191                | 201                | 205                | 189                | 147                | 121                | 131                | 126                |

## Nevezetességei
- Szent György tiszteletére szentelt plébániatemploma a település magjának északi részén található. A templom a 14. században épült egyhajós épület két oldalkápolnával, melyek 1647-ben épültek. Falfestményei a 15. században készültek, Albert mesternek tulajdonítják őket. A déli falban maradt meg Szent Borbála faliképe mártíromságának jelképével kerékkel a kezében. A templom aranyozott oltárai a 18. században készültek. A sekrestye bejáratán az 1654-es évszám és Grgur Maurović plébános neve olvasható.
- A település több épülete, mint a "Manšunerija", az átépített "Kaštel", a Kučić-ház, a plébánia és Eugen Kumičić író szülőháza is a 17. században épült.
- A falakon kívül több kápolna is található, melyek Szent Mártonnak, Szent Ilonának, Szent Miklósnak, a Szentháromságnak és Szent Margitnak vannak szentelve. A legismertebb azonban a központtól 500 méterre északkelete álló Szent Mária Magdolna kápolna, mely a 15. században épült és a múlt században újították meg. Kapuja felett kis harangtorony áll.
- A Toš a brseči olajprésmalom,[4] mely bemutatja a hagyományos olajbogyó feldolgozás gyakorlatát a településen és tágabb környezetében. Láthatjuk az olívaolaj készítés technológiáját, amely a római ókor óta nem változott jelentősen. Maga a prés mechanikája egy épületben található, amelynek íves, rusztikusan kivitelezett portáljára az 1638-as évszámot faragták. A Toš az olajbogyó zúzására szolgáló, többnyire kőből készült szerkezetből és a zúzott olajbogyóból az olaj kipréselésének, többnyire fából készített, vas alkatrészekkel  rendelkező eszközéből áll. A kísérő berendezés tartalmazza a munkafolyamathoz szükséges tűzhelyet, valamint az olajbogyó és az olaj mérésére szolgáló fa mérőeszközöket, továbbá az olaj tárolására szolgáló kőedényt.

## Híres emberek
Itt született Jenio Sikolski néven 1850. január 11-én Eugen Kumičić horvát író, politikus. Szülőháza ma is áll, védett kulturális emlékhely.